# جیمسون (نبراسکا)
جیمسون (به انگلیسی: Jamison) یک منطقهٔ مسکونی در ایالات متحده آمریکا است که در نبراسکا واقع شده‌است. جیمسون ۶۸۰٫۰۲ متر بالاتر از سطح دریا واقع شده‌است.